# Svindlande rymder
Svindlande rymder (engelska: The Sound Barrier) är en brittisk dramafilm från 1952 i regi av David Lean.

## Utmärkelser
Filmen vann BAFTA Award för bästa film 1953.

## Rollista i urval
- Ralph Richardson - John Ridgefield
- Ann Todd - Susan Garthwaite
- Nigel Patrick - Tony Garthwaite
- John Justin - Philip Peel
- Dinah Sheridan - Jess Peel
- Joseph Tomelty - Will Sparks
- Denholm Elliott - Christopher Ridgefield
- Jack Allen - Windy Williams
- Ralph Michael - Fletcher